# Tetrametilsilà
El tetrametilsilà (abreviat com TMS) és un compost químic de fórmula Si(CH₃)₄. És el tetraorganosilà més simple. Com tots els silans, la geometria del TMS és tetraèdrica. El TMS és un component bàsic en química organometàl·lica, tot i que també s'utilitza en diverses aplicacions.

## Síntesi i reaccions
El TMS és un subproducte de la producció de metil clorosilans, SiClx(CH₃)4−x, mitjançant una "reacció directa" entre el clorur de metil i el silici. Els productes més útils d'aquesta reacció són aquells en què x = 1, 2, i 3.
El TMS pateix una desprotonació si es tracta amb butil·liti per donar (H₃C)₃SiCH₂Li. Aquest producte, el trimetilsililmetil liti, és un freqüent agent alquilant.

## Usos en espectroscòpia RMN
El tetrametilsilà és un estàndard intern pel calibratge dels desplaçaments químics de ¹H, 13C i 29Si en espectroscòpia RMN. Com que els dotze àtoms d'hidrogen en la molècula de tetrametilsilà són equivalents, el seu espectre RMN de ¹H consisteix en un singlet. El desplaçament químic d'aquest singlet s'assigna el valor de δ=0,0, i la resta de desplaçaments químics es determinen respecte a aquest. La majoria de compostos estudiats per espectroscòpia RMN ¹H absorbeixen per sobre del senyal del TMS, així no hi ha generalment cap interferència entre l'estàndard i la mostra.
De manera similar, els quatre àtoms de carboni en una molècula de tetrametilsilà són equivalents. En un espectre RMN de 13C desacoblat totalment, el carboni en el tetrametilsilà apareix com un singlet, tenint en compte la fàcil identificació. El desplaçament químic d'aquest singlet és també δ=0,0 a l'espectre de 13C, i la resta de desplaçaments químics es determinen respecte a aquest.
Degut a la seva alta volatilitat, el TMS pot ser fàcilment evaporat, el qual és convenient per la recuperació de mostres analitzades per espectroscòpia RMN.